# Tempio confuciano

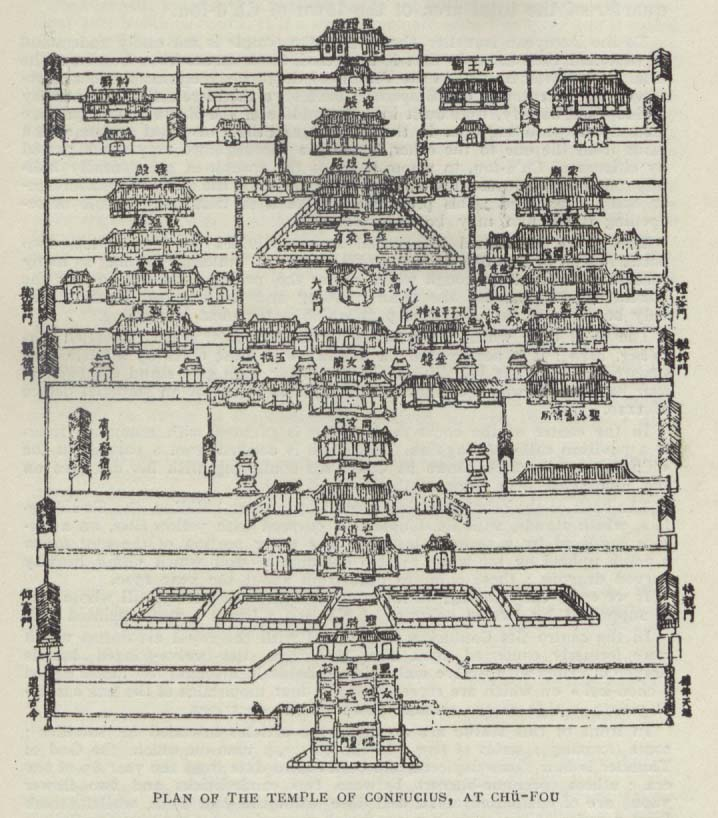
Pianta storica del grande tempio di Confucio - ill.

Un tempio confuciano o tempio di Confucio (zh. 孔廟T, 孔庙S, KǒngmiàoP, lett. "Tempio di Confucio") è un tempio per la venerazione di Confucio e dei saggi e filosofi del confucianesimo nella religione popolare cinese e in altre religioni dell'Asia orientale. In passato fungeva anche da istituto per la gestione ed organizzazione degli esami imperiali necessari alla selezione dei mandarini in Cina, Corea, Giappone e Vietnam. Spesso pertanto questi templi ospitavano scuole e altre strutture di studio.
Nel grande tempio confuciano di Qufu, nella provincia di Shandong, luogo di nascita di Confucio, si trova una statua dell'antico educatore e filosofo cinese alta 72 metri, realizzata in ottone e rinforzata con acciaio.

## Nomenclatura
I templi confuciani sono conosciuti con una varietà di nomi in tutto l'areale di diffusione estremorientale che coinvolse il Confucianesimo. I due templi più grandi, a Qufu e Pechino, sono i 孔廟S,  KǒngmiàoP, lett. "Tempio di Confucio" per antonomasia. Altri nomi possono essere 聖廟T, 圣庙S, lett. "Tempio del Saggio" 夫子廟T, 夫子庙S, lett. "Tempio del Maestro" 學廟T, 学庙S, lett. "Tempio dello Studio" o 學宮T, 学宫S, lett. "Palazzo dello Studio". Molto diffuso al di fuori della Cina è 文廟T, 文庙S, Wén MiàoP, lett. "Tempio della letteratura", es. in Vietnam (vi. 文廟, Văn Miếu), Corea (ko. 문묘, 文廟, Munmyo) ed Indonesia (id. Boen bio), o "Tempio del Saggio Letterato" (vi. 文聖廟, Văn Thánh Miếu). Nella Cina meridionale, paradossalmente, i "Templi della letteratura" onorano Wenchang Wang, una divinità separata associata allo studioso Zhang Yazi. In Giappone, sono solitamente conosciuti come "Templi/Aule del Saggio", rispettivamente jp. 聖廟, Seibyō o 聖堂, Seidō.

## Storia
Lo sviluppo di templi di committenza statale dedicati al culto del filosofo Confucio (551–479 a.C.) fu il risultato della sua graduale canonizzazione. Osteggiato ai primordi dell'Impero cinese dal primo imperatore Qin Shi Huang (r. 221–210 a.C.), il Confucianesimo iniziò a godere del supporto governativo a partire dalla successiva dinastia Han (206 a.C.–220 d.C.). Anzitutto, nel 195 a.C., Han Gao Zu (r. 206–195 a.C.), fondatore della dinastia, offrì un sacrificio allo spirito di Confucio presso la sua tomba a Qufu (nello Shandong). Fu poi il vigoroso Han Wudi (r. 141–87 a.C.) a fare del confucianesimo la filosofia di stato ed a varare le 建元新政S, lett. "Riforme Jianyuan" che gettarono le basi per un impero centralizzato, dipendente non più dalla nobiltà ma dai burocrati (c.d. funzionari-letterati) da formarsi proprio grazie allo studio dei Classici confuciani. I sacrifici allo spirito di Confucio e a quello di Yan Hui, il suo discepolo più importante, iniziarono nell'Università Imperiale, il Biyong, entro l'anno 241, vent'anni dopo la caduta della dinastia Han.

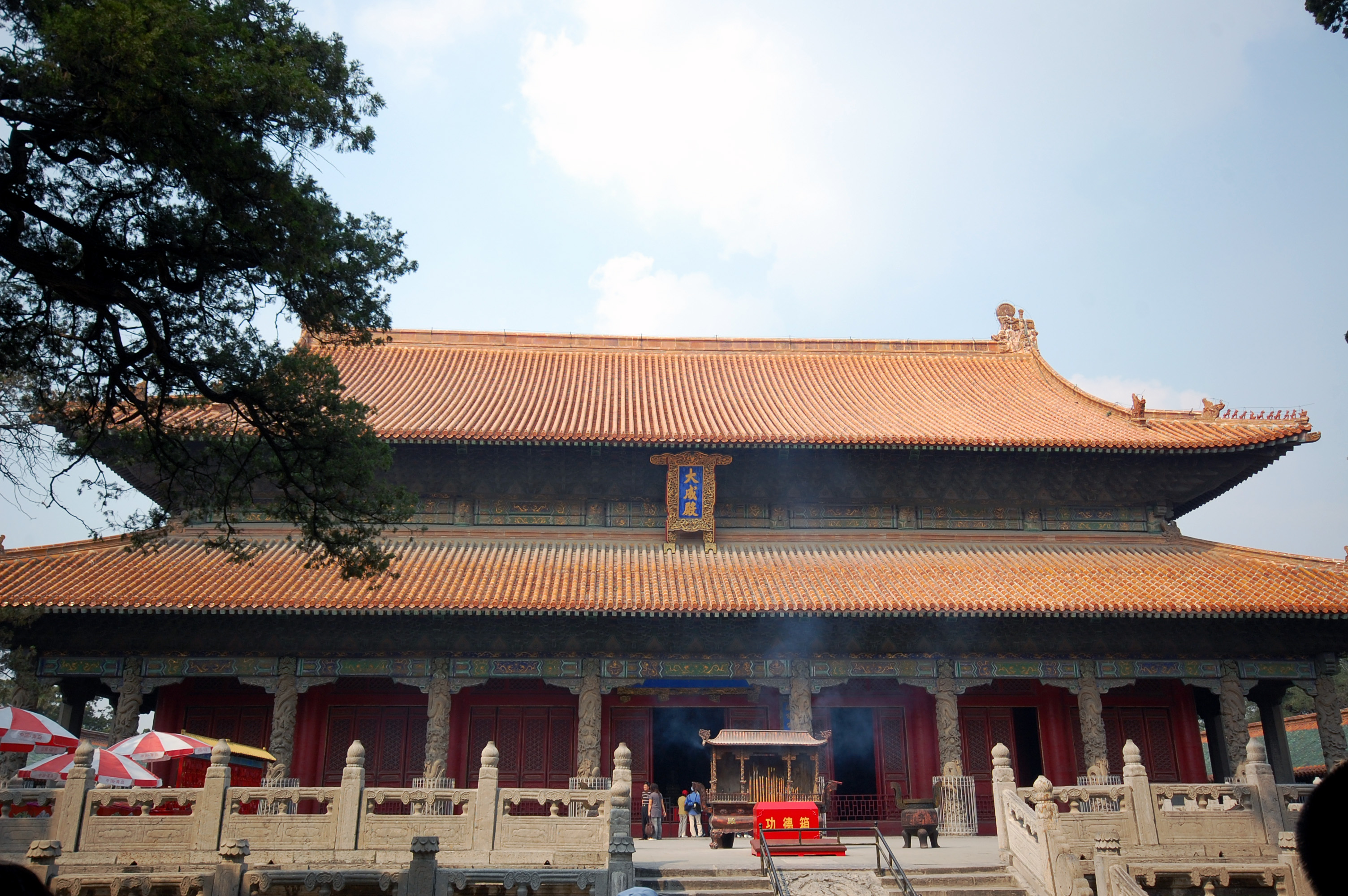
Sala della Grande Perfezione (Sala Dacheng) del tempio di Confucio a Qufu.

Nel 454, la dinastia Liu Song (420–479), una della effimere Dinastie del Nord e del Sud (420–589) costruì un importante tempio in onore di Confucio. Nel 489, i Wei settentrionali (386–584) fecero lo stesso nella loro capitale, erigendo per la prima volta un tempio in onore di Confucio a nord della di lui natia Qufu. Nel 630, la dinastia Tang (618–907), vigorosa promotrice di una renovatio imperii sinica, decretò che le scuole in tutte le province e contee del riunito impero dovessero avere un tempio confuciano, promuovendone così la diffusione in tutta la Cina. I santuari confuciani più famosi includono il tempio a Jianshui, quello a Xi'an (l'attuale Foresta di Stele), il Tempio del Maestro ricostruito a Nanchino dai Song (960–1279) accanto ad una delle più vecchie istituzioni scolastiche del paese e il Tempio confuciano di Pechino, costruito nel 1302 sotto la dinastia Yuan (1271–1368). Il tempio confuciano della vecchia Tianjin si trova a Dongmennei Dajie, a breve distanza a ovest della Via della Cultura Tradizionale (Gu Wenhua Jie): esteso su 32 acri di terreno, è il più grande complesso architettonico tradizionale esistente a Tianjin.
L'erigenda del tempio confuciano si legò, in talune città, a precisi momenti della loro vita politica. In quanto simbolo della burocrazia centralizzata imperiale nonché sede fisica di svolgimento degli esami imperiali (per la provincia) il tempio era pregno di significati socio-politici. Così, la fondazione a Suzhou del tempio confuciano con annesso edificio scolastico segnò l'avvio della scolarizzazione nazionale ad opera dei Song, mentre la fondazione a Shanghai del tempio confuciano, per opera degli Yuan, coincise con la trasformazione della città, allora un agglomerato di villaggi di pescatori presso cui i Song avevano costruito una guarnigione fortificata, a sede di contea.
Il tempio di Confucio più grande e più antico si trova nella città natale del filosofo, Qufu. Il grande tempio di Confucio fu fondato nel 479 a.C., un anno dopo la morte del filosofo, per ordine del duca Ai di Lu che volle fare della residenza del defunto un tempio-mausoleo. Ampliato ripetutamente in due millenni di storia, divenne l'enorme complesso attuale (tra i più grandi della Cina): copre un'area di 16.000 mq organizzati in nove cortili dislocati lungo un asse di 1,3 km e conta un totale di 460 stanze; riprogettato massicciamente dopo un devastante incendio del 1499, cioè poco dopo la costruzione della Città Proibita durante la dinastia Ming (1368–1644), la sua architettura somiglia molto a quella del complesso palaziale di Pechino. É oggi parte del Patrimonio dell'umanità dell'UNESCO.
In Cina, il secondo tempio per dimensioni è quello di Pechino, costruito nel 1302 per volontà Temür Khan (imperatore Chengzong 元成宗S di Yuan, r. 1294-1307) accanto all'Accademia imperiale, il Guozijian di Pechino (zh. 北京國子監T, 北京国子监S, Běijīng GuózǐjiānP, Pei-ching Kuo-tzu-chienW, lett. "Scuola dei figli dello stato di Pechino"). Ampliato sia dai Ming sia dai Qing (1644–1912), copre oggi un'area di 20.000 mq e comprende quattro cortili.
Oltre ai templi confuciani associati al culto statale di Confucio, c'erano anche templi ancestrali appartenenti al lignaggio Kong, edifici che commemoravano le gesta di Confucio in tutta la Cina e templi privati all'interno delle accademie.

## Struttura

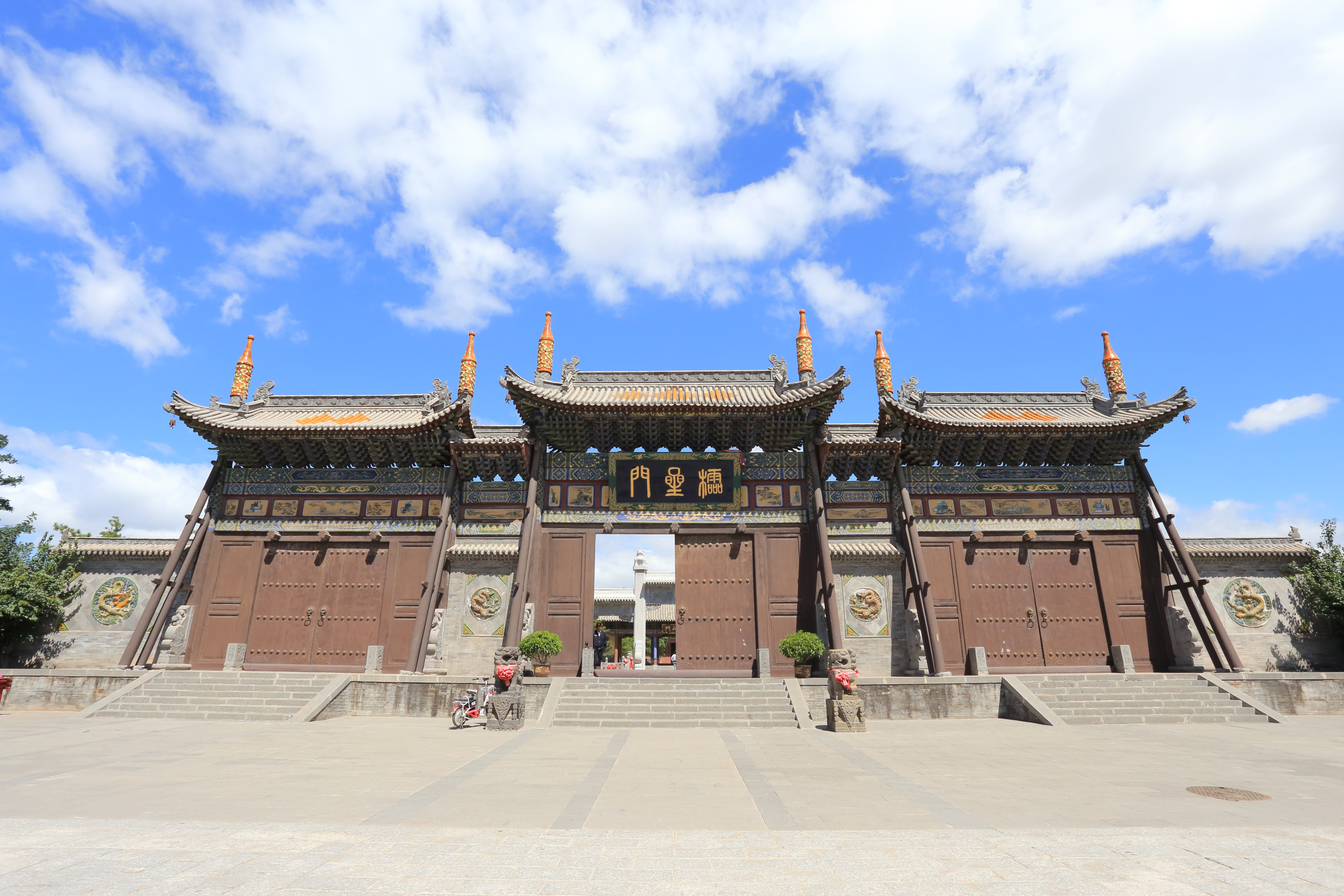
Il paifang del Tempio di Confucio a Datong (Shanxi).

Come anticipato, ai Tang si dovette l'erigenda dei templi confuciani nelle scuole prefettizie e di contea dell'impero: erano realizzati davanti o su un lato dell'edificio scolastico. Partendo dalla matrice architettonica costituita dal tempio di Qufu, sistematicamente ampliato e ristrutturato nel corso della storia della Cina, i templi confuciani si sono sviluppati seguendo uno schema ben definito.
L'ingresso ufficiale del tempio è la Porta Lingxing (zh. 欞星門T, 棂星门S): come spesso accade nei templi cinesi, quest'ingresso può essere una struttura architettonicamente molto importante, a volte un edificio d'ingresso verso e proprio a volte una struttura celebrativa rassomigliante l'arco trionfale occidentale, il paifang. Varcata la Porta Lingxing, s'incontrano solitamente tre cortili, a volte solo due. Il grande tempio di Qufu, come anticipato, ha nove cortili con centinaia di stele commemoranti le visite e concessioni imperiali di titoli nobiliari ai discendenti di Confucio. L'edificio principale di un tempio confuciano, situato nel cortile interno cui si accede dal Dachengmen (zh. 大成門T, 大成门S), è chiamato Dachengdian (zh. 大成殿S), variamente tradotto come "Sala del Grande Conseguimento", "Sala del Grande Completamento" o "Sala della Grande Perfezione". Nella Cina imperiale, questa sala ospitava le tavolette degli spiriti (zh. 神位S, Shén WèiP, lett. "Sede dello spirito") in onore di Confucio e d'altri importanti saggi (zh. 聖T, 圣S) e/o uomini degni (zh. 賢T, 贤S). Di fronte al Dachengdian di Qufu c'è il Padiglione delle albicocche o Xingtan (zh. 杏壇T, 杏坛S). Altro edificio importante, dietro il principale, è il Santuario dell'Adorazione del Saggio (zh. 崇聖祠T, 崇圣祠S, ChongshengciP) che onora gli antenati di Confucio e i padri dei 四配S, Sì PèiP, lett. "Quattro Saggi" e dei 十二哲S, Shí'èr ZhéP, lett. "Dodici Filosofi" (v.si Culto).

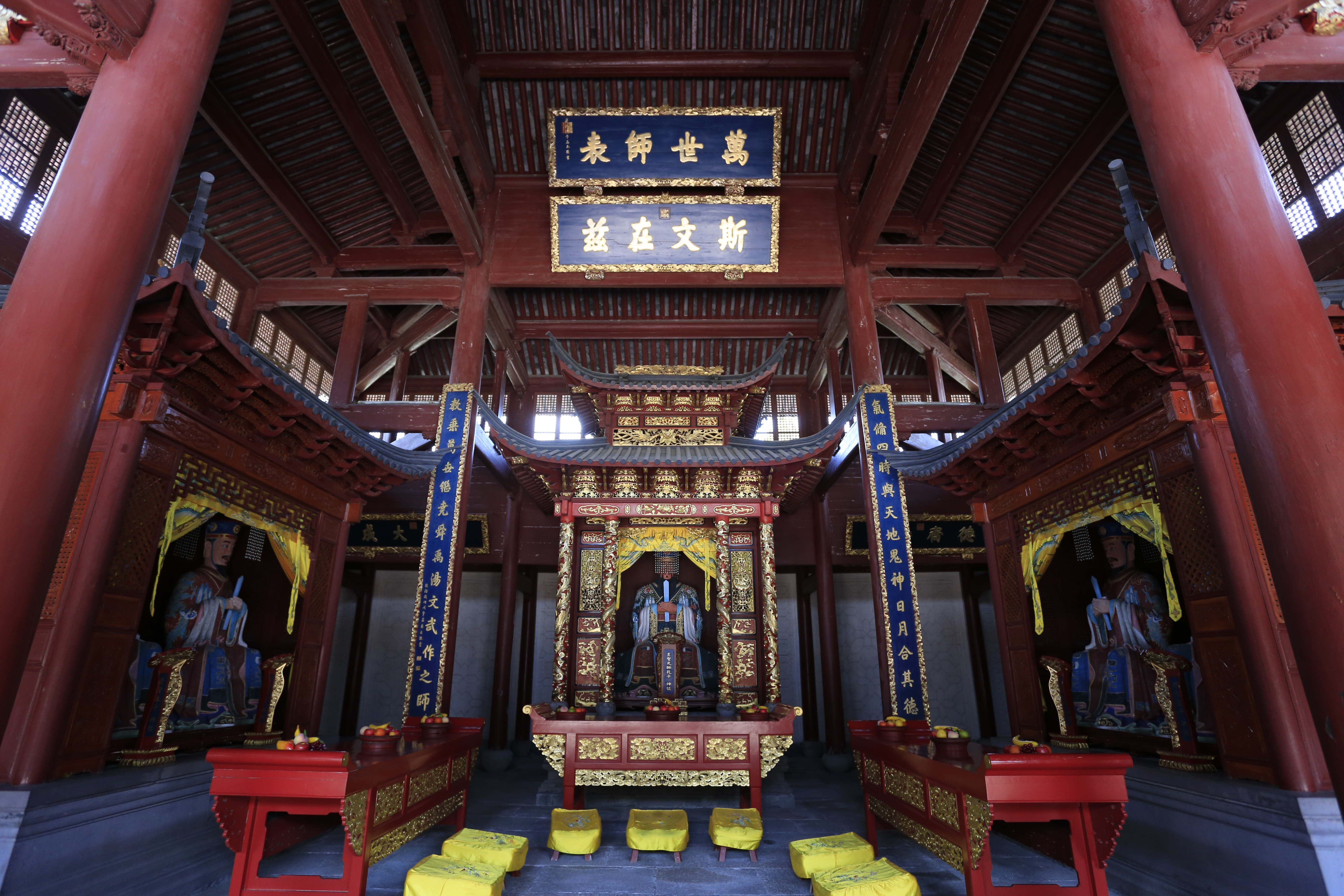
Sala principale del Tempio di Confucio a Ningbo (Zhejiang).

A differenza dei templi taoisti o buddisti, i templi confuciani normalmente non hanno effigi del filosofo e dei notabili del credo. Nei primi anni, pare che nel grande tempio di Qufu gli spiriti di Confucio e dei suoi discepoli fossero onorati con pitture murali e statue (d'argilla o legno) ed anche altri templi di committenza statale contenevano immagini di Confucio. Tuttavia, tale pratica era contestata, poiché intesa come imitazione delle pratiche "barbare" del buddhismo e perché lo scopo dei templi di fondazione imperiale era onorare gli insegnamenti del filosofo e non la sua persona.
La mancanza di somiglianza nelle statue di Confucio spinse per primo l'imperatore Hongwu di Ming (r. 1368–1398) ad un approccio iconoclasta: decretò pertanto che in tutti i nuovi templi confuciani dovessero esserci solo tavolette degli spiriti, nessuna effigie consentita! Nel 1530, regnante Jiajing di Ming (r. 1521–1567), accanito persecutore del buddhismo, fu deciso, per le sopracitate ragioni, che tutte le immagini esistenti di Confucio fossero sostituite con tavolette degli spiriti nei templi imperiali della capitale e in altri luoghi pubblici. Nonostante quest'iconoclastia confuciana promossa dai Ming, oggi molti templi confuciani espongono statue del Filosofo e dei suoi discepoli che comunque, a discapito degli editti imperiali, persistettero sempre nei templi direttamente gestiti dalla famiglia di Confucio, tra tutti proprio il grande tempio di Qufu!

## Culto
Il culto di Confucio era incentrato sull'offerta di sacrifici/libagioni in onore dello spirito del filosofo da officiarsi all'interno del tempio a lui dedicato. In epoca Tang era ormai prassi diffusa anche la venerazione dei discepoli confuciani, fond. i Quattro Saggi ed i Dodici Filosofi.
Il sacrificio in onore di Confucio prevedeva la mattanza d'un bue, ventidue pecore e ventidue maiali, poi oggetto d'un banchetto cerimoniale cui partecipavano i vari mandarini presenti alla celebrazione. Era anche eseguita una danza rituale, conosciuta come 八佾舞S, lett. "Danza delle otto file", composta da otto colonne di otto ballerini ciascuna. In origine si trattava di una danza a sei file, come quella concessa all'aristocrazia ma nel 1477, l'imperatore Chenghua di Ming (r. 1464–1487), già patrono d'una ristrutturazione del grande tempio di Qufu nel 1468, concesse a Confucio l'onore imperiale della danza a otto file poiché gli riconobbero il titolo postumo di re. I musicisti che accompagnavano questa danza suonavano una forma di musica chiamata yayue.
Come anticipato, oltre all'adorazione di Confucio, i templi confuciani onorano anche le eminenti figure del movimento da lui tramandato: i Quattro Saggi; i Dodici Filosofi; e altri discepoli e/o studiosi confuciani distintisi nel corso della storia della Cina. Composizione e numero delle figure venerate sono pertanto mutati e cresciuti nel tempo. Poiché i templi erano una dichiarazione dell'ortodossia confuciana, la questione di quali confuciani consacrare generò, com'era inevitabile, anche delle aspre controversie.
Nel XX secolo si contavano complessivamente 162 figure venerate nei templi confuciani (v.si anche Discepoli di Confucio): 
- i Quattro Saggi sono Yan Hui, Zengzi, Zisi e Mencio;
- i Dodici Filosofi sono Min Sun (Ziqian), Ran Geng (Boniu), Ran Yong (Zhonggong), Zai Yu (Ziwo), Zi-gong, Ran You, Zi-Lu, Zi-You, Zi-Xia, Zi-Zhang, Tu Ruo e Zhu Xi.

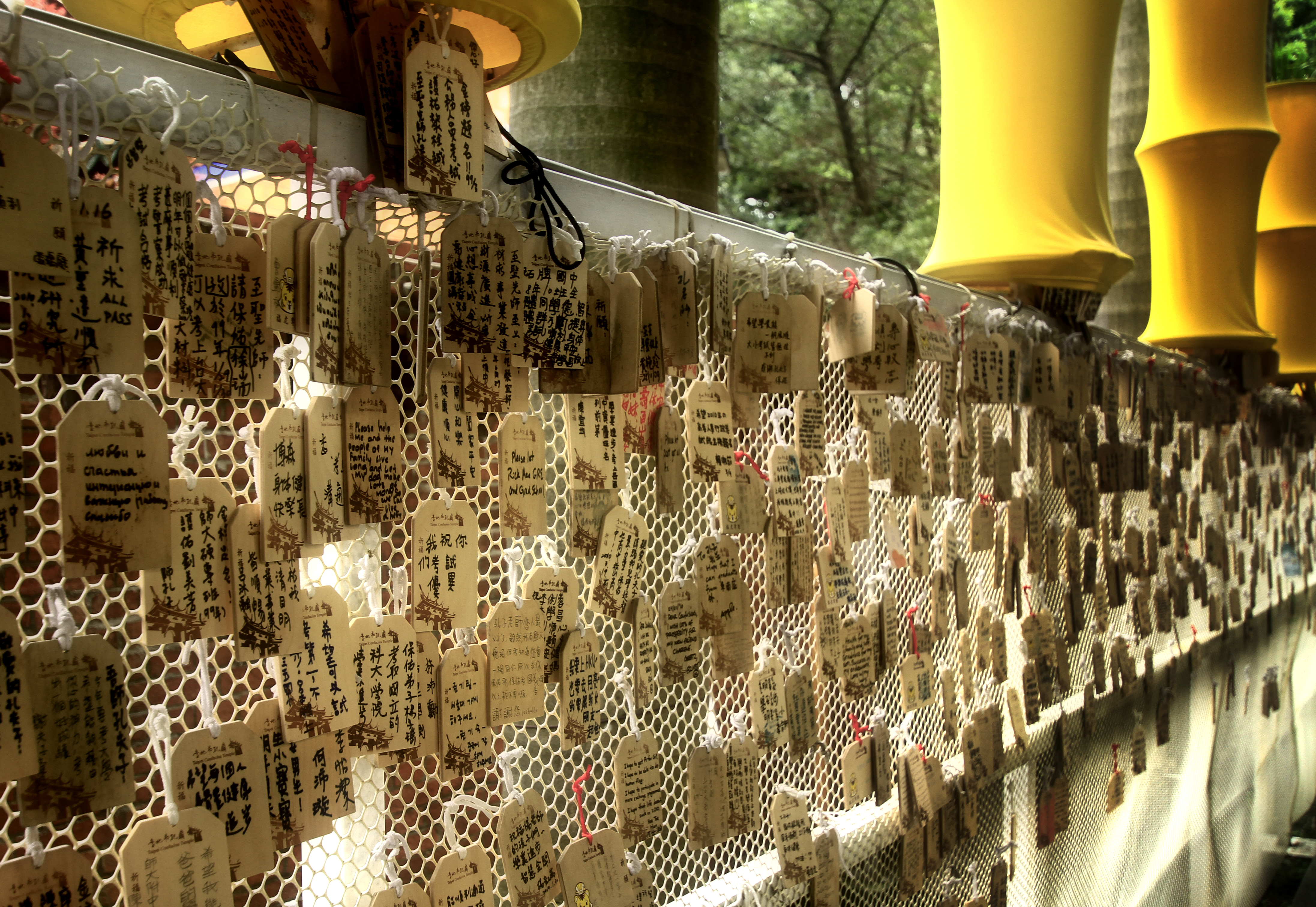
Tavolette degli spiriti in un tempio di Confucio.
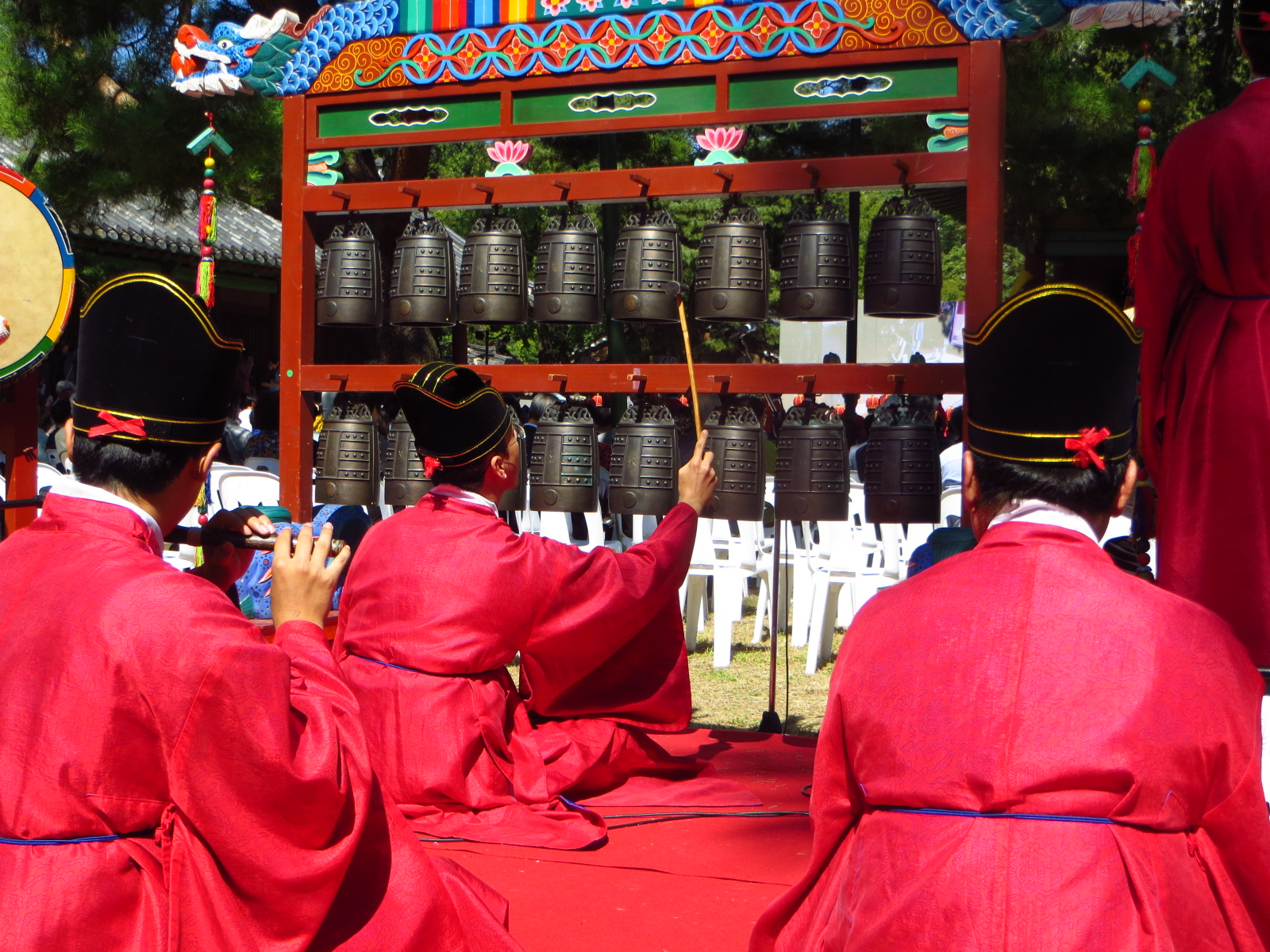
Musici Aak durante una cerimonia confuciana nel Santuario Munmyo, Corea.
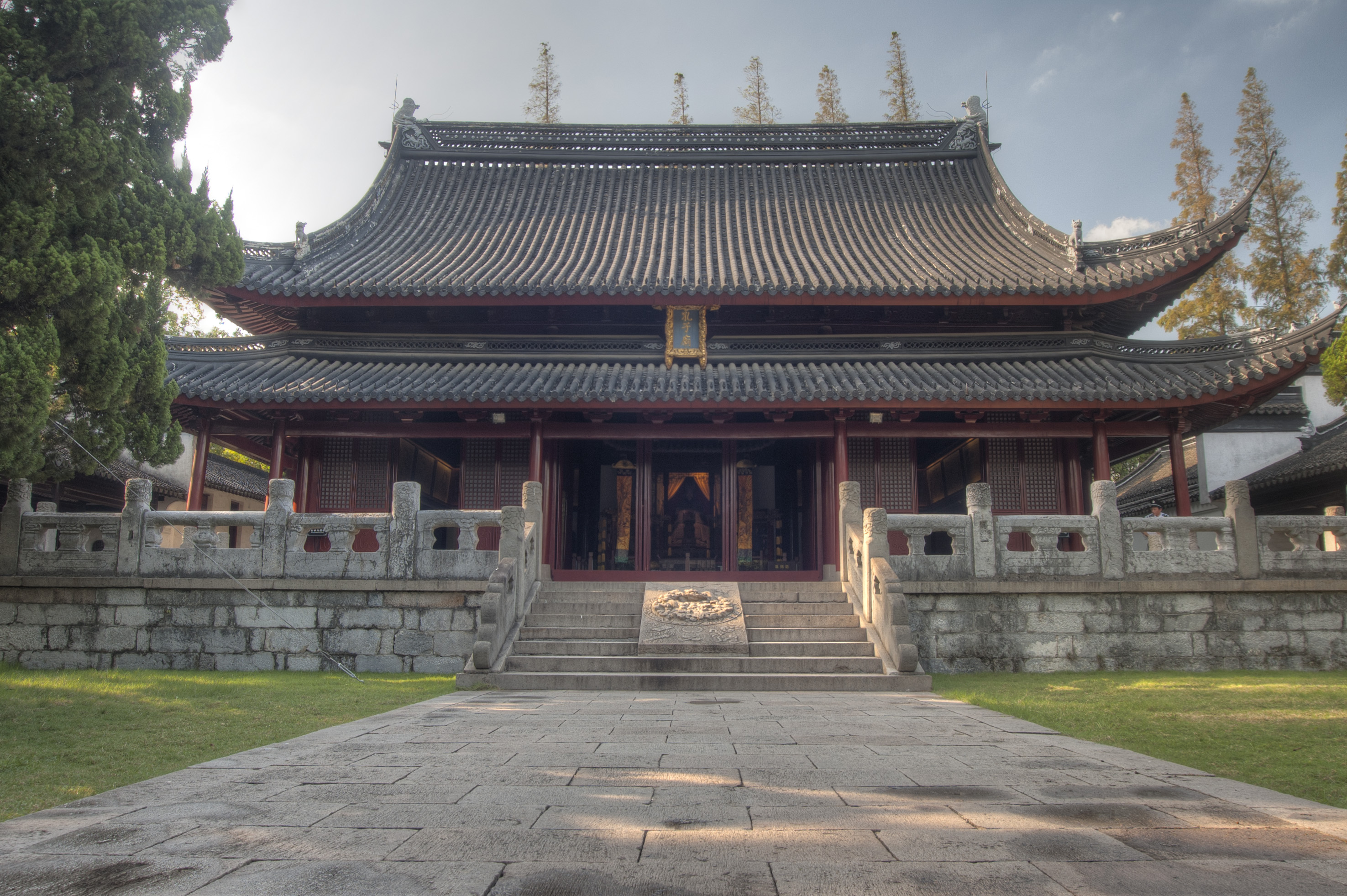
Il Tempio di Confucio a Jiading, oggi sobborgo di Shanghai, sede d'un museo dedicato agli esami imperiali ch'erano somministrati nei templi confuciani.
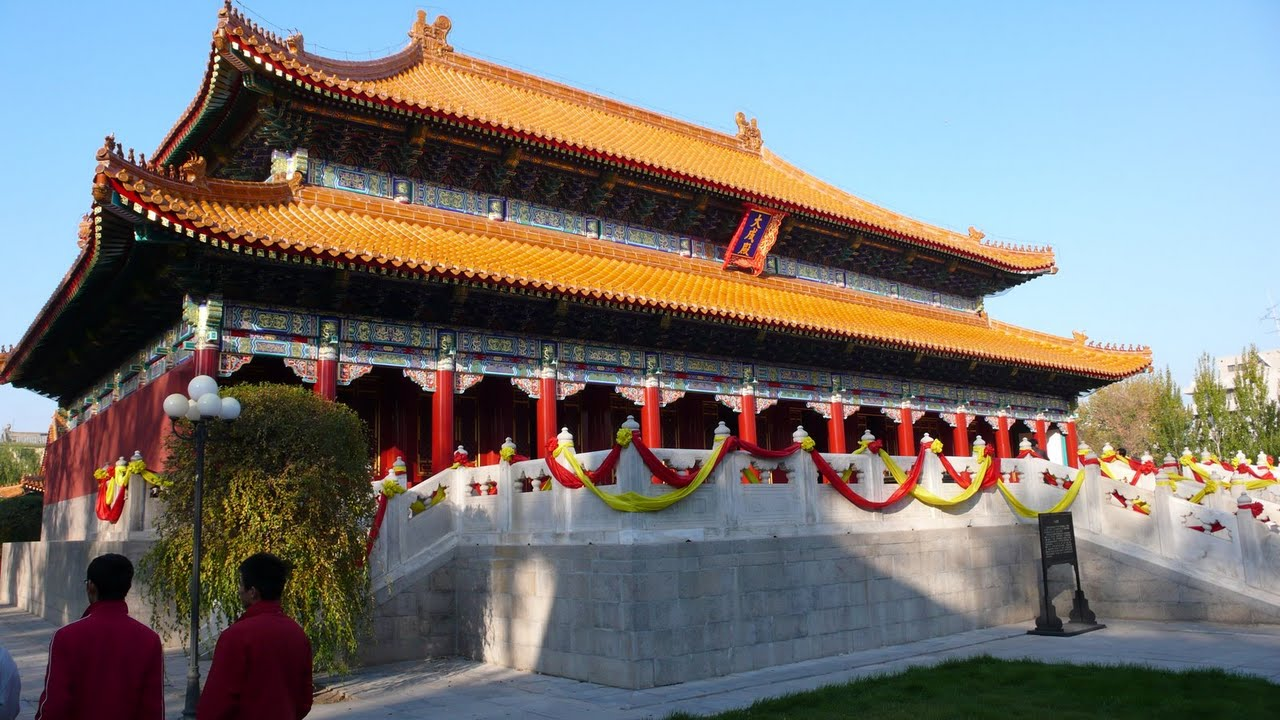
La "Sala delle Grandi Conquiste" del Tempio di Confucio ad Harbin, Heilongjiang.

## Templi confuciani al di fuori della Cina continentale
Dopo la riformulazione del Neoconfucianesimo (zh. 理學T, Lǐ XuéP o 道學T, Dào XuéP) da parte di Zhu Xi (1130–1200), Wang Yangming e altri neoconfuciani, il confucianesimo diventò religione di Stato anche in Corea e in Giappone. Furono allora costruiti templi confuciani in Corea e Giappone ma anche nel Sud-est asiatico, anzitutto nel nord del Vietnam ma anche negli snodi commerciali della rotta delle spezie nell'Insulindia (es. Malacca) ove la presenza d'immigrati, mercanti e non, cinesi fu fortissima dai Tang in avanti. A partire dal XVIII secolo, alcuni templi confuciani furono costruiti anche in Europa e nelle Americhe da immigrati cinesi. Al loro apice, si stima che esistessero oltre 3.000 templi confuciani sparsi nel mondo.

### Corea

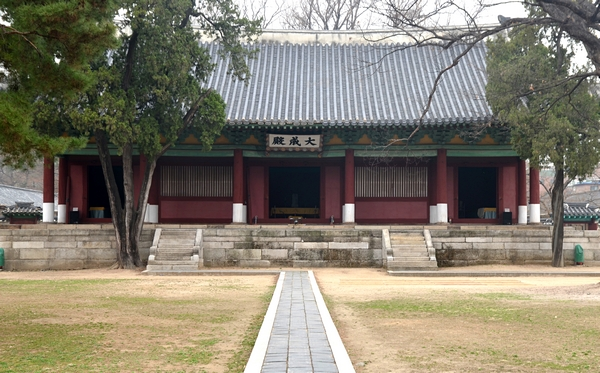
Il Munmyo a Seul, Corea del Sud.

A causa della sua collocazione geografica, la Corea è stata a lungo influenzata dalla Cina, il grande vicino dell'ovest. L'influenza del buddhismo nel sistema educativo, morale e politico coreano fu la prima grande importazione intellettuale; il confucianesimo arrivò dalla Cina in Corea nel periodo dei Tre Regni insieme all'insegnamento buddhista.
Al di fuori della Cina, il maggior numero di templi confuciani si trova pertanto nella Penisola coreana. I templi come parte delle scuole furono costruiti per la prima volta durante il periodo Goryeo (918–1392). Dal tempo di Yi Seonggye (r. 1392–1398), il confucianesimo sostenne la nuova dinastia e il suo governo. Così le scuole confuciane governative (Hanggyo 항교) furono costruite in tutto Joseon per istruire, come in Cina, i funzionari-letterati. Le hanggyo consistevano d'un edificio scolastico ed un edificio templare (Daesongjeon 대성전) ospitante le tavole commemorative di Confucio. Sebbene fossero seguiti i modelli cinesi, erano comuni variazioni nella disposizione degli edifici (es. il tempio posizionato dietro la scuola e non sul lato) e nello stile architettonico. La Corea aggiunse inoltre i suoi "Diciotto studiosi dell'Oriente" al pantheon confuciano dei Cinque Saggi.
Storicamente, la Corea aveva un totale di 362 templi confuciani. Dopo la Seconda guerra mondiale e la divisione del paese, i templi nella Corea del Nord furono convertiti in Centri di cultura tradizionale (Gukjagam). Tuttavia, alcuni dei 232 templi della Corea del Sud continuarono le loro attività (v.si Munmyo). Oltre ai templi dedicati al confucianesimo, la Repubblica di Corea ospita oggi ha anche dodici templi dedicati alla famiglia di Confucio, due templi in scuole private e tre biblioteche.

### Giappone

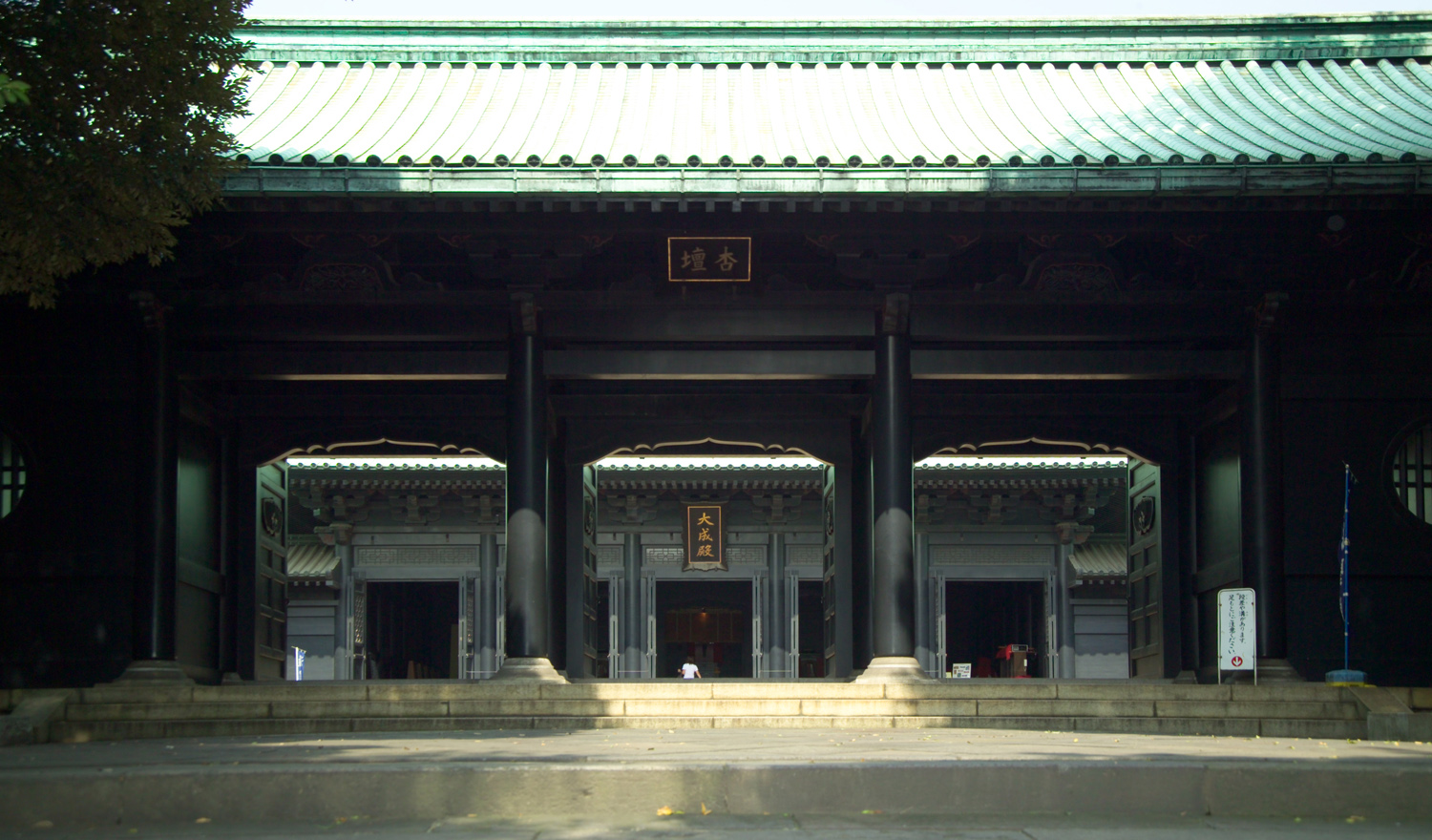
Cancello d'ingresso del ricostruito Yushima Seidō.

Durante il tardo Periodo Kamakura (1185–1333), il Neoconfucianesimo iniziò a diffondersi in Giappone anche grazie alla missione nipponica del monaco buddista e dotto confuciano Yishan Yining nel 1299. Le tensioni politiche tra il Sol Levante e la Cina degli Yuan (v.si Invasioni mongole del Giappone) non favorirono però l'attecchimento d'un modello di vita cinese nella cultura giapponese e la corrente neo-confuciana restò sostanzialmente legata al locale buddhismo, in una sorta di scambio culturale tra il circuito buddista cinese e quello nipponico (v.si Sistema delle cinque montagne). Fu solo dopo il riallacciarsi di relazioni diplomatico-commerciali stabili con la Cina dei Ming, durante la fase matura del Periodo Muromachi (1336–1573), anche noto come Shogunato Ashikaga, che il neoconfucianesimo si diffuse massicciamente nella classe dominante nipponico, i Daimyō, grazie a monaci buddisti giapponesi formatisi in Cina come Keian Genju (1427–1508).
Templi confuciani (孔子廟, kōshi-byō) furono pertanto ampiamente costruiti in Giappone, spesso unitamente alle relative scuole come avvenuto in Corea. Il più famoso è lo Yushima Seidō, costruita nel 1630 durante il periodo Edo (1603–1868) come scuola privata collegata allo studioso neo-confuciano Hayashi Razan. Originariamente costruito a Shinobi-ga-oka, nel Ueno, fu spostato alla fine del XVIII secolo vicino all'attuale Ochanomizu per volontà dello Shogunato Tokugawa, e su questi terreni fu aperta un'importante scuola sponsorizzata dallo stato, Shoheikō.
Altri famosi templi confuciani si trovano a Nagasaki, Bizen (Prefettura di Okayama), Taku (Prefettura di Saga) e Naha (Prefettura di Okinawa).

### Hong Kong

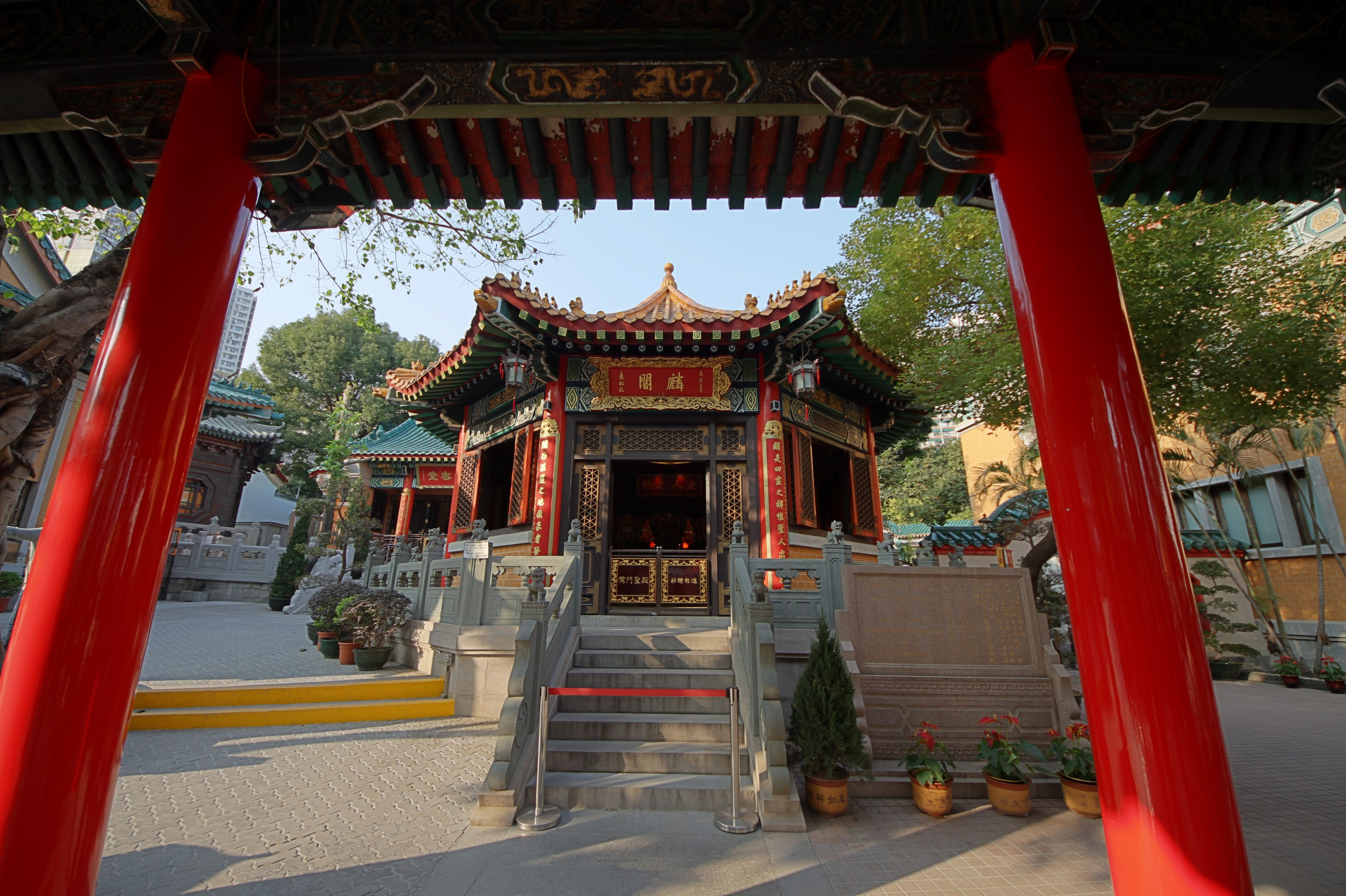
Sala confuciana accanto al tempio Wong Tai Sin a Hong Kong.

Il disegno di legge che prevede la costruzione del primo tempio confuciano a Hong Kong, proposto dall'Accademia confuciana, è stato approvato nel settembre 2013. Si decise che la posizione del tempio fosse vicino al famoso tempio taoista Wong Tai Sin nel distretto di Wong Tai Sin.

### Indonesia

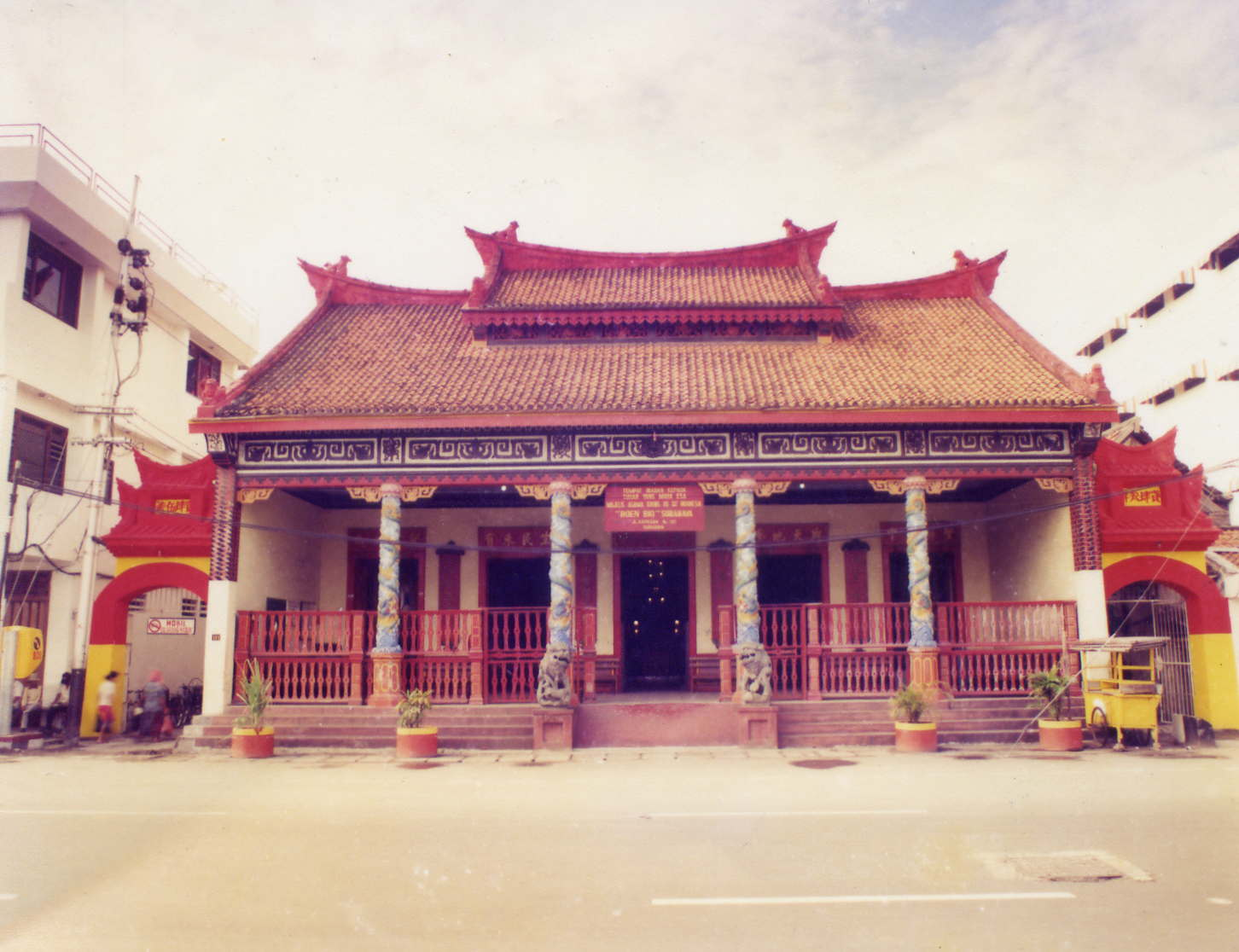
Una chiesa confuciana a Surabaya, Indonesia.

I templi confuciani si trovano anche in Indonesia, dove sono spesso conosciuti come "Chiese di Confucio" poiché ivi il Confucianesimo è religione riconosciuta dal 1955 della popolazione indo-cinese. In lingua cinese, questi templi sono conosciuti come 礼堂S, LitangP, lett. "Aule di culto". Il più grande e antico è il Boen Bio di Surabaya, originariamente costruito nella Chinatown della città nel 1883 e trasferito in una nuova sede nel 1907. Risultano oggi più di 100 luoghi di culto confuciani in tutta l'Indonesia.

### Malesia
Il primo tempio confuciano in Malesia fu costruito all'interno di una scuola elementare di Penang d'inizio XX secolo, allora conosciuta come Chung Hwa Confucian School e poi divisasi in SJK (C) Chung Hwa Confucian A, B e SMJK Chung Hwa Confucian. La costruzione della scuola fu iniziata dall'ambasciatore dei Qing presso gli Stabilimenti dello Stretto (1826–1946) controllati dai Britannici. A quei tempi, i genitori di Penang portavano i loro figli in questo tempio per pregare prima che iniziassero la scuola.
Ci sono anche due scuole confuciane a Kuala Lumpur, la SMJK Confucian e la Confucian Private School oltre alla scuola confuciana di Malacca ove ogni anno si tengono cerimonie in onore di Confucio.

### Taiwan

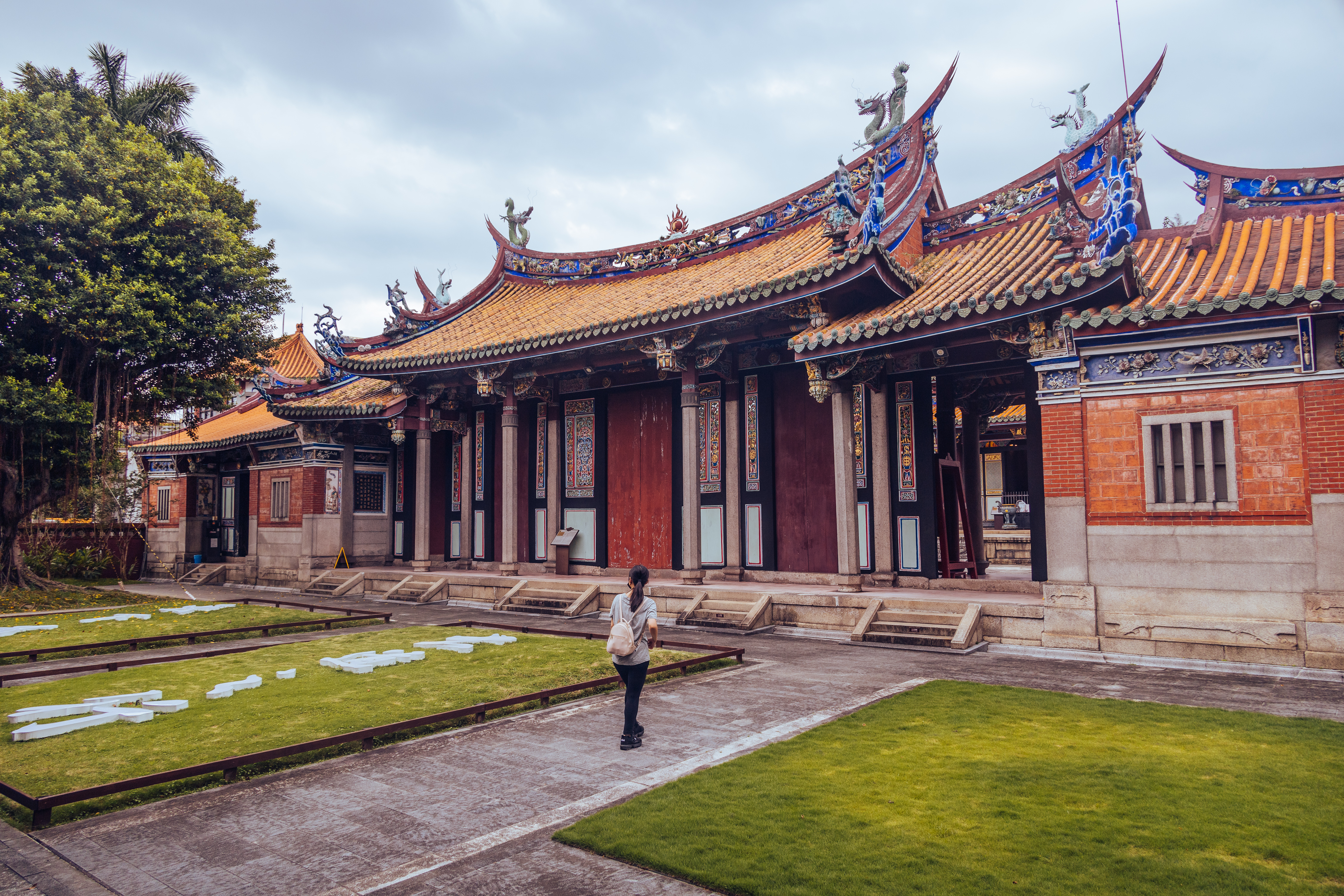
Tempio di Confucio di Taipei.

Il primo tempio confuciano di Taiwan fu il c.d. "Tempio confuciano di Taiwan", costruito nel 1665 a Tainan, durante il Regno di Tungning (東寧王國T, 东宁王国S, Dōngníng WángguóP, 1661–1683), un regime cinese Han fondato a discapito dei locali possedimenti della VOC dal lealista Ming Koxinga che sperava di fare dell'isola il punto di raccolta e riorganizzazione dei cinesi per la riconquista del Celeste Impero dai Manciù. Il più recente Tempio di Confucio di Taipei fu costruito in Wenwu Street a Taipei nel 1879, poi demolito dai giapponesi nel 1907 per far posto alla Taipei First Girls' High School e ricostruito su Dalong Street tra il 1925 ed il 1939 su progetto di Wang Yi-Shun che supervisionò la costruzione. Il design è un esempio del tipico stile del tempio Fujian. Ogni anno, il 28 settembre, giorno del compleanno di Confucio, le autorità cittadine vi celebrano lo Shidian (zh. 釋奠S). C'è poi un tempio confuciano situato nel distretto Zuoying di Kaohsiung, completato nel 1974 nello stile architettonico dei Song settentrionali. Altri templi confuciani si trovano nella città di Chiayi, Taipei, Taichung e nella contea di Changhua.

### Vietnam

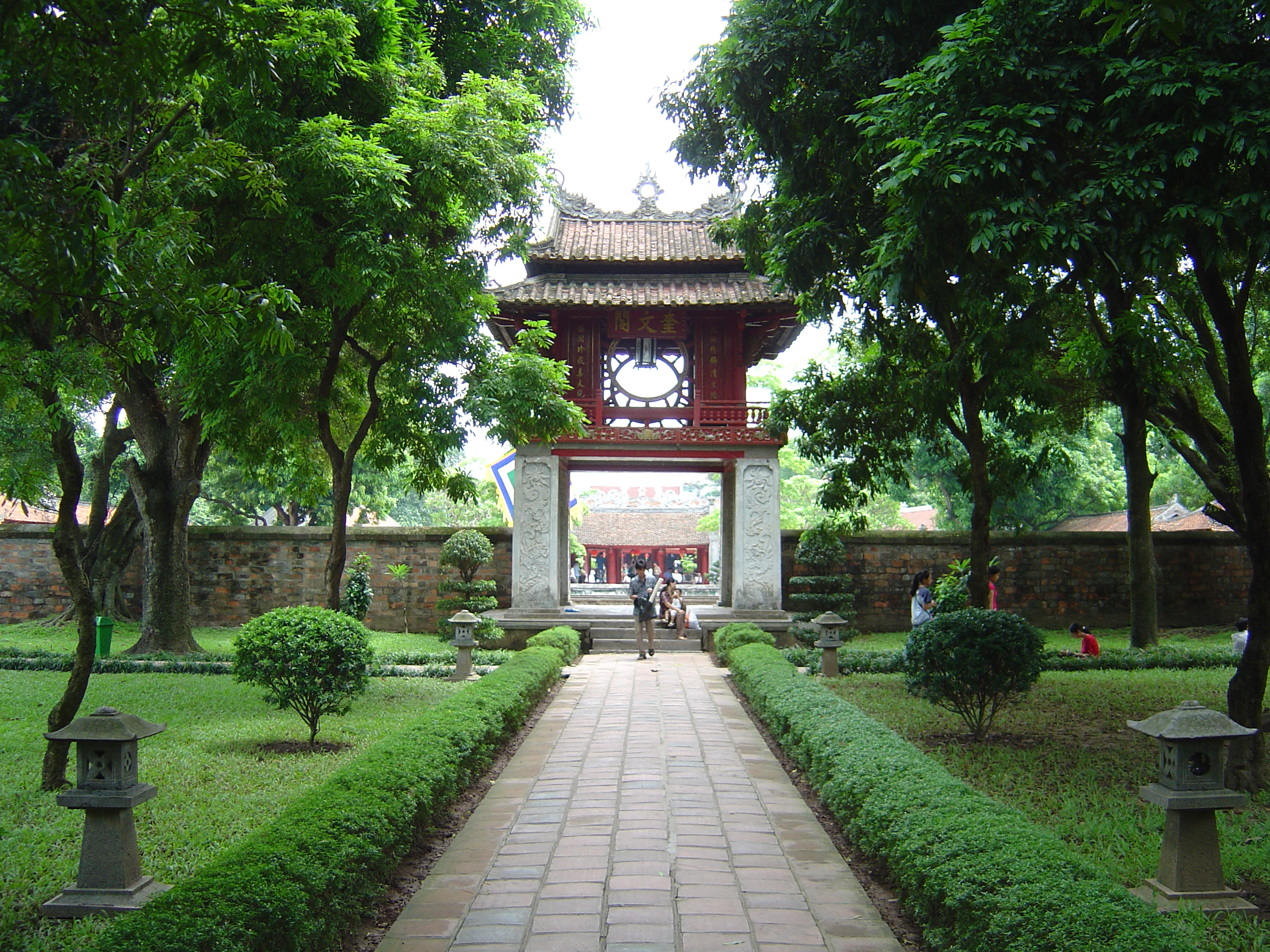
Il Văn Miếu, o Tempio della Letteratura, ad Hanoi, in Vietnam.

Come anticipato, il tempio confuciano in Vietnam si chiama Văn Miếu, lett. "Tempio della letteratura". Il primo è il Văn Miếu di Hanoi, eretto nel 1070 per volontà della dinastia Lý (1009–1225), discendente da cinesi del Regno di Min (attuale Fujian), al termine cioè della "Terza dominazione cinese del Vietnam" (602–905), che aveva massicciamente diffuso nel Dai Viet il Confucianesimo. Situato a sud della cittadella imperiale di Thang Long, il complesso templare, costruito sul modello del grande tempio confuciano di Qufu, ospitava l'accademia imperiale (fondatavi nel 1076 ed attiva sino al 1779), gestiva i locali esami imperiali per i mandarini vietnamiti.
In Vietnam come in Giappone, le locali tensioni con il governo cinese degli Yuan (v.si Invasioni mongole del Vietnam) rallentarono il diffondersi del confucianesimo nel paese. Solo dopo il 1397, subentrati i Ming agli Yuan, con la costruzione di scuole in tutto il Vietnam del Nord ad opera della nuova dinastia Trần (1225–1400), anch'essa di etnia Han e proveniente dal Fujian come i Lý, uscita vincitrice dallo scontro con i mongoli-Yuan, i templi confuciani iniziarono a diffondersi in tutto il paese. L'immediatamente successiva Quarta dominazione cinese del Vietnam (1407–1427) spinse ulteriormente per la diffusione del confucianesimo nella quotidianità vietnamita né la successiva dinastia Lê (1428–1789) che riconquistò l'indipendenza del paese ma come stato tributario, dei Ming prima e dei Qing dopo, volle poi cancellare l'influenza politico-filosofica cinese.
Un altro rinomato tempio confuciano vietnamita è il Văn Miếu di Hưng Yên, eretto nel 1831 per volere dell'imperatore Minh Mạng (r. 1820–1841), prosecutore della rigida ortodossia confuciana che aveva caratterizzato suo padre Gia Long (r. 1802–1820), fondatore e capostipite della dinastia Nguyễn (1802–1945). Famosi templi confuciani furono costruiti a Huế, Tam Kỳ, Hội An, Hưng Yên, Hải Dương, Biên Hòa, Vĩnh Long e Bắc Ninh.

## Lista dei templi
Cina

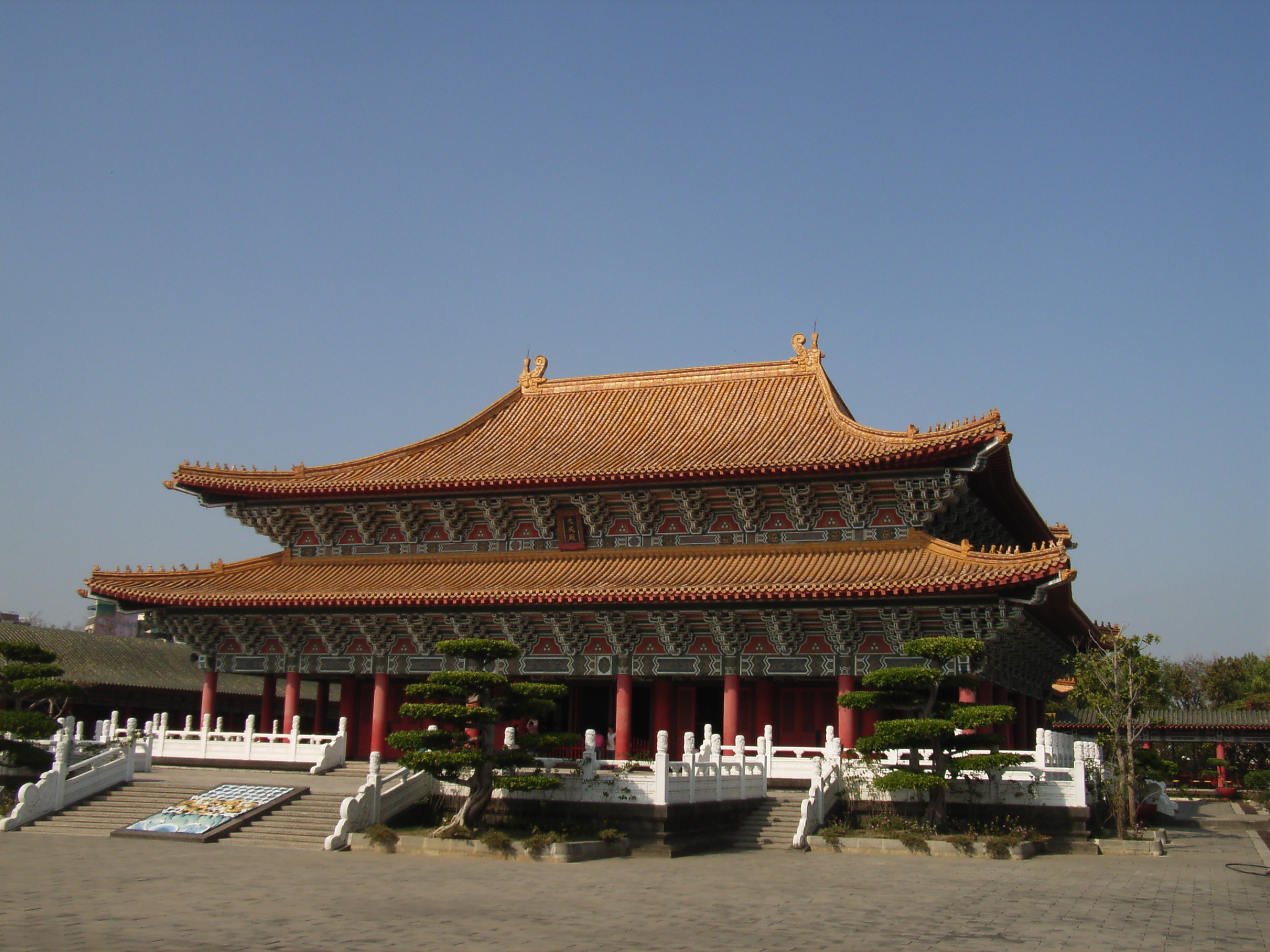
Il Tempio di Confucio a Kaohsiung, Taiwan.

Il Tempio di Confucio a Daixian nella contea di Dai, Shanxi.

- Tempio di Confucio a Qufu (città natale di Confucio)
- Tempio di Confucio a Pechino
- Tempio del Maestro a Nanchino
- Tempio di Confucio a Shanghai
- Tempio di Confucio a Suzhou
- Tempio di Confucio a Jianshui
- Tempio di Confucio a Daixian

Corea
- Munmyo, il Tempio di Confucio a Seul

Giappone
- Tempio di Confucio a Nagasaki
- Shiseibyō, il Tempio di Confucio a Naha, Okinawa
- Seibyō, il Tempio di Confucio a Taku
- Yushima Seidō, il Tempio di Confucio a Tokyo

Indonesia
- Boen Bio a Surabaya

Taiwan
- Tempio di Confucio a Taipei
- Tempio di Confucio a Taoyuan
- Tempio di Confucio a Taichung
- Tempio di Confucio a Kaohsiung
- Tempio di Confucio a Tainan, anche noto come Tempio confuciano di Taiwan
- Tempio di Confucio a Changhua
- Tempio di Confucio a Chiayi

Vietnam
- Văn Miếu ad Hanoi
- Văn Miếu a Hưng Yên
- Văn Miếu a Hải Dương
- Văn Miếu a Bắc Ninh
- Văn Miếu a Nghệ An
- Văn Miếu a Khánh Hòa
- Văn Miếu a Đồng Nai
- Văn Miếu a Vĩnh Long

### Fonti
- (ZH) Ban Biao, Ban Gu e Ban Zhao, 漢書T, 汉书S, HànshūP, Ch'ien Han ShuW, lett. "Libro degli Han", 二十四史S, Èrshísì ShǐP, lett. "Ventiquattro Storie", 111 d.C.
- (ZH) Liu Xu, 唐書T, 唐书S, TángshūP, T'angshuW, lett. "Libro dei Tang", 二十四史S, Èrshísì ShǐP, lett. "Ventiquattro Storie", 945.

### Studi
- (EN) Xin Han, Well-Known Temples of China, Pechino, The Eastern Publishing Co. Ltd, 2006, ISBN 7506024772.
- (EN) James Miller, Chinese Religions in Contemporary Societies, ABC-CLIO, 2006, ISBN 1-85109-626-4.
- (EN) Xinzhong Yao, Chinese Religion: A Contextual Approach, Londra, A&C Black, 2010, ISBN 978-1-84706-475-2.
- (EN, ZH) Yan Zi, Famous Temples in China, Pechino, Huangshan Publishing House, 2012, ISBN 978-7-5461-3146-7.